# Championnat d'Angleterre de football de deuxième division 1898-1899
Navigation
Édition précédente Édition suivante
La saison 1898-1899 est la septième saison du championnat d'Angleterre de football de deuxième division. À partir de cette saison, les deux premiers du championnat obtiennent une place en première division et prennent la place des deux derniers.
Le club de Manchester City remporte la compétition et se voit promu en première division accompagné du vice-champion, Glossop North End. Parmi les trois derniers, seul le Loughborough FC obtient assez de voix pour rester en deuxième division. Le meilleur buteur est Walter Abbott avec 33 buts pour Small Heath.

## Compétition
La victoire est à deux points, un match nul vaut un point.

### Classement
| Rang | Équipe               | Pts | J  | G  | N  | P  | Bp | Bc  | Diff |
| ---- | -------------------- | --- | -- | -- | -- | -- | -- | --- | ---- |
| 1    | Manchester City      | 52  | 34 | 23 | 6  | 5  | 92 | 35  | +57  |
| 2    | Glossop North End P  | 45  | 34 | 20 | 6  | 8  | 76 | 38  | +38  |
| 3    | Leicester Fosse      | 45  | 34 | 18 | 9  | 7  | 64 | 42  | +22  |
| 4    | Newton Heath         | 43  | 34 | 19 | 5  | 10 | 67 | 43  | +24  |
| 5    | New Brighton Tower P | 43  | 34 | 18 | 7  | 9  | 71 | 52  | +19  |
| 6    | Wallsall FC          | 42  | 34 | 15 | 12 | 7  | 79 | 36  | +43  |
| 7    | Woolwich Arsenal     | 41  | 34 | 18 | 5  | 11 | 42 | 41  | +1   |
| 8    | Small Heath          | 41  | 34 | 17 | 7  | 10 | 85 | 50  | +35  |
| 9    | Burslem Port Vale P  | 39  | 34 | 17 | 5  | 12 | 56 | 34  | +22  |
| 10   | Grimsby Town         | 35  | 34 | 15 | 5  | 14 | 71 | 60  | +11  |
| 11   | Barnsley FC P        | 31  | 34 | 12 | 7  | 15 | 52 | 56  | -4   |
| 12   | Lincoln City         | 31  | 34 | 12 | 7  | 15 | 51 | 56  | -5   |
| 13   | Burton Swifts        | 28  | 34 | 10 | 8  | 16 | 51 | 70  | -19  |
| 14   | Gainsborough Trinity | 25  | 34 | 10 | 5  | 19 | 56 | 72  | -16  |
| 15   | Luton Town           | 23  | 34 | 10 | 3  | 21 | 51 | 95  | -44  |
| 16   | Blackpool FC         | 20  | 34 | 8  | 4  | 22 | 49 | 90  | -41  |
| 17   | Loughborough FC      | 18  | 34 | 6  | 6  | 22 | 38 | 92  | -54  |
| 18   | Darwen FC            | 9   | 34 | 2  | 5  | 27 | 22 | 141 | -119 |

|  | Vainqueur de la deuxième division et promu en First Division |
|  | Promotion en First Division                                  |
|  | Relégation                                                   |